# 葉廷珪 (臺灣)
葉廷珪（1905年2月7日—1977年3月29日），日治時期曾名葉山嚴。台灣政治人物，出生於臺南市。台灣日治時期曾任台南市議員。戰後曾經三次出任臺南市市長。
葉廷珪出身府城世家，在臺南市開放民選後，曾五度參選臺南市市長、三度當選市長，成為台灣地方自治史上的特有現象（同樣五度參選縣市長選舉三次當選者只有前臺中縣縣長林鶴年）。而葉廷珪在選舉中多次無黨籍為號召，也成為台南市早期黨外運動的指標人物。

## 早年經歷
葉廷珪於1905年（明治38年）2月7日出生於開山町（戰後劃入中區，今臺南市中西區）。早年前往日本讀書，1925年（大正14年）畢業於東京目白中學，進入明治大學法學部，1930年（昭和5年）畢業。畢業後繼續於大學院（研究所）師事松本重敏研究憲法。1933年（昭和8年）返台。
1935年（昭和10年）10月，葉廷珪參選州庄選舉，當選臺南市會民選議員，1939年（昭和14年）東亞信託株式會社創立後就任社長，之後出任興南工業株式會社社長等職。同年，第二次街庄選舉中再度連任市會議員。

## 戰後政途
第二次世界大戰後，葉廷珪於1946年角逐臺南市東區區民代表當選，3月15日就職。然而1947年二二八事件發生後，葉廷珪遭到國民黨主政時期的中華民國政府拘捕，由南京轉押上海高境廟監獄，又移送國際戰犯法庭審判，經判決無罪釋放，最後在其家族變賣家產、四十甲農地財產營救後才免於牢獄之災，前後拘禁達15個月。關於葉廷珪被逮捕至上海高境廟監獄原因，除了與二二八事件有關外，亦有說法是因為葉氏在日治時期擔任過魁挺身隊隊長。據傳獲釋前軍審大員曾向他暗示：「回台灣後不忘參加公職選舉以利保身……」，使葉廷珪日後傾家蕩產也要參與選舉。日後葉廷珪曾任刑警、臺南市警民協會理事及農場經營。

### 三屆就任臺南市長
1950年12月，葉廷珪出馬角逐臺南市第一屆民選市長，與台南市議長黃百祿並列前二名高票，進入第二次投票。在第二次投票中，葉廷珪整合臺南市黨外勢力以46,156票擊敗黃百祿的22,435票當選。成為台南市歷史上第一個黨外市長。
根據中國國民黨方面文件，在第一屆市長選舉第二次投票前，葉廷珪即曾北上會面國民黨台灣省改造委員會主任委員倪文亞請求加入中國國民黨，並獲臺南市黨部受理。。在1954年第二屆臺南市長選舉中，國民黨提名議長楊請角逐台南市長，不滿未獲提名的葉廷珪最後違紀參選，以30,191票敗給楊請的47,685票，連任失敗。
葉廷珪在下野後，一度寄居妻家新營，但仍時常回臺南市活動。1957年，葉廷珪以無黨籍身分捲土重來角逐第三屆臺南市長選舉。競選期間，葉廷珪親赴民間下訪市民，塑造親民形象。在選舉中以「黨員選黨員，民眾選民眾」為號召，:42最後以62,056票擊敗楊請的44,001票當選市長。
1960年第四屆臺南市長選舉時，中國國民黨派出議長辛文炳，由全黨動員輔選。最後葉廷珪以59,034票敗給辛文炳的64,143票。然而選後國民黨被指控在選舉中舞弊，包括在南區有管理員發現有人多次持他人身分證入投票所投票，欲上前阻止時竟遭發票員威脅直到被主任監察員發現後制止、西區有管理員將廢票列入辛文炳得票等事件，引起《自由中國》在社論中譴責，要求應宣告選舉無效。葉廷珪在選後向市民謝票時，受到市民大放鞭炮表示支持，甚至跟隨遊行的人數達到數萬人。
選後曾傳出中國國民黨當局由中央派蔡培火、省府委員候全成向葉廷珪「疏解」勸其放棄選舉無效官司，而據《雷震日記》記錄，在葉廷珪與雷震會談時證實此事，並謂對方表示如不訴訟，省政府將給一委員，結果遭到葉氏以服務地方拒絕。日後葉廷珪一度名列《自由中國》「選舉改進座談會」召集人，並名列新黨籌備委員會召集人。直到7月原定臺南舉行座談會前夕，葉廷珪在報上發表啟事聲明與座談會無關。此舉被視為對吳三連在市長選舉支持辛文炳不滿，而召集人之一郭國基也因李萬居對他的批評不滿，鼓勵葉氏不要參加座談會。
1964年第五屆臺南市長選舉，葉廷珪以無黨籍身分再度角逐市長寶座，最後以65,099票擊敗中國國民黨提名的省議員黃業61,055票當選，三度當選臺南市市長。葉廷珪任內重修延平郡王祠及赤嵌樓，使其煥然一新。另外，葉廷珪也提高政府的行政效率，排除貪污與加強公營事業之管理，修築安平港，普及國民教育，改善衛生，增建平民醫院等。
1965年10月，葉廷珪恢復國民黨籍。葉廷珪回到國民黨後，曾一度打算競選第六屆市長，一度引起辛文炳方面打算角逐予以反制。然而最後國民黨提名林錫山參選。而隨著《地方自治法》通過後，葉廷珪也以當時年齡超過61歲無法參選市長。
三任市長任內，葉廷珪被視為清廉自守，盡心公務，頗受稱道。任內曾整修赤崁樓及國民住宅120戶，完成道路拓寬改建。然而也因身為黨外的身分，處處受中國國民黨當局監視，而欠缺重大建設。當時財政也多用於軍費，甚少地方預算。:148

### 卸任後
1968年6月2日，葉廷珪任期屆滿卸任。卸任後受聘為台灣省政府顧問。
1972年國大代表選舉時，葉廷珪曾登記國民黨內國大提名，然而未獲國民黨提名。對此葉廷珪一度表示競選到底，並違紀登記參選國大代表，最後遭國民黨勸退撤回登記。

## 病逝及身後
晚年葉廷珪因糖尿病之苦住進臺南醫院，住院三個多月後返家。1977年3月29日凌晨二點，葉廷珪因糖尿病病逝於公園路96號自宅（今健保局），4月1日火葬。
2004年，中華民國總統陳水扁針對葉廷珪被押至上海高境廟監獄監禁一事頒發回覆名譽證書。葉廷珪的後人申請依《戒嚴時期不當叛亂暨匪諜審判案件補償條例》尋求政府補償，但法院判決認為葉廷珪拘禁的實際時間僅有4個月。

## 家庭
- 其妻劉瓊瑛（1907-1961），出身柳營劉家，為日治時期知名電影人劉吶鷗之妹。其女葉芳青於2004年指出，葉廷珪在1947年被國民黨從台灣台南的家中綁架至南京再轉移上海時，劉瓊瑛趕緊把家中的大片土地變賣、換取了一船黃金，然後依照綁匪的指示坐船到上海的碼頭交付贖款，但國民黨官兵並未因此釋放葉廷珪，反而把劉瓊瑛拖去輪姦，然後丟在上海的一條髒臭不堪、充滿蒼蠅的後巷等死，直到路人發現才被送醫急救。1961年劉瓊瑛中毒身亡，曾被質疑遭國民黨特務毒死。[18]之後葉廷珪曾與多名日本籍女子傳出緋聞，1966年10月與日籍女友安倍幸子（新潟縣人，中文名葉幸枝）公開結婚，[19] 兩人曾同居兩年。在1968年3月葉氏下野後，安倍幸子東渡一去不回。[20]
- 葉廷珪有一子葉淑雄、二女葉秀英、葉芳青，葉秀英目前居住加拿大。

## 其他
- 曾與葉廷珪競選市長的辛文炳回憶，葉廷珪競選時會使用負面選舉逆向作法，故意派人在半夜兩三點去敲市民家門或打電話說：「我是辛文炳的助選員，這次黨部交代無論如何都要投給辛文炳，請大家支持！」由於此時段正值睡覺時間，引起市民對辛的反感。[21]:241
- 第一屆民選市長時，葉廷珪對上黃百祿，當時國民黨控制及營運的《中華日報》報導一直讚揚黃百祿，批評葉廷珪。反而導致市民反感而使黃百祿落選。到了與辛文炳選舉市長時，辛文炳還得到國民黨市黨部要求《中華日報》不要一直報導辛文炳好、也不要一直批評葉廷珪，最後辛文炳才當選。[21]:241
- 白色恐怖受難者郭振純曾回憶，在葉廷珪第一次競選時郭振純曾幫忙輔選，後來郭振純在1953年因政治案件被捕後，中華民國政府對於郭振純的追查更為積極，希望能將葉廷珪以台獨首腦定罪。在郭氏努力忍受極刑、死不屈服的意志下，最後使特務無法見縫插針。[22][23]
- 葉廷珪過世時，由蘇南成在告別式唸哀悼文[24]。

## 相關連結
- 臺南市文化局葉廷珪介紹 （页面存档备份，存于）
- 2004.07.08台灣日報－《葉芳青：思念阮e老母，——前台南市葉廷珪市長夫人》 （页面存档备份，存于）
- 中央社記者曹宇帆台北三日電：控訴賠償不公 葉秀英代父討公道 （页面存档备份，存于）

| 中華民國政府職務 | 中華民國政府職務                                     | 中華民國政府職務 |
| ---------------- | ---------------------------------------------------- | ---------------- |
| 台南市政府       |                                                      |                  |
| 首任             | 台南市市長（首次） 第一屆 1951年2月1日－1954年6月2日 | 繼任： 楊請      |
| 前任： 楊請      | 台南市市長（再次） 第三屆 1957年6月2日－1960年6月2日 | 繼任： 辛文炳    |
| 前任： 辛文炳    | 台南市市長（三次） 第五屆 1964年6月2日－1968年6月2日 | 繼任： 林錫山    |